# Ambasciata d'Italia a Luanda
L'ambasciata d'Italia a Luanda è la missione diplomatica della Repubblica Italiana nella Repubblica di Angola. È accreditata anche presso São Tomé e Príncipe.
La sede dell'ambasciata si trova a Luanda nel quartiere di Ingombota, al centro della cittá.